# Weilite
La weilite è un minerale.